# Jean Etcheberry
Pour l’article homonyme, voir Jean Etcheberry (rugby à XIII).

a Compétitions nationales et continentales officielles uniquement.

b Matchs officiels uniquement.
Jean Etcheberry, né le 27 août 1901 à Boucau et décédé le 5 février 1982 aux Côtes d’Arey, est un joueur français de rugby à XV de 1,73 m pour 83 kg.
Surnommé « Makila » à cause de la dureté de son crâne, ou « le roi Jean », il joue aux postes de 3e ligne centre, 3e ligne aile et pilier gauche.
Formé au Boucau Stade (1914-1922), il joue ensuite au SA Rochefort (1922-1923), à l'US Cognac (1923-1924) et au CS Vienne (1924-1935). Entre 1923 et 1927, il joue 16 matches avec l'équipe de France, et participe aux Jeux olympiques d'été de 1924, où il remporte la médaille d'argent.
Devenu entraîneur, il remporte avec le CS Vienne le 
championnat de France en 1937. Par la suite, son nom est donné au stade de rugby de la ville.

## Palmarès

### Joueur
- 16 sélections en équipe de France, de 1923 à 1927
- Vice-champion olympique en 1924
- Participation à 4 Tournois des Cinq Nations, en 1923, 1924, 1926 et 1927
- Champion de France honneur en 1927 (avec le CS Vienne).
- Champion de France honneur en 1928 (avec le CS Vienne).
- Demi-finaliste de division Nationale en 1935 (avec le CS Vienne).

### Entraîneur
- Champion de France excellence en 1937 (avec le CS Vienne).
- Demi-finaliste en 1948 (avec le CS Vienne).
- Demi-finaliste en 1949 (avec le CS Vienne).